# Relaciones Dinamarca-Estados Unidos
Las relaciones Dinamarca-Estados Unidos son las relaciones diplomáticas entre Dinamarca y Estados Unidos. Dinamarca tiene una embajada en Washington D. C. Estados Unidos tiene una embajada en Copenhague. Dinamarca tiene una oficina comercial en Atlanta, Georgia. y un consulado general en Nueva York. Ambos países son miembros de OTAN.
Según el Informe de liderazgo global de EE. UU. de 2012, el 46% de los daneses aprueba el "liderazgo de EE.UU.", con un 23% de desaprobación y un 31% de incertidumbre.

## Historia
Las relaciones diplomáticas se remontan a 1783, cuando Dinamarca firmó un tratado comercial con los Estados Unidos. En 1792, Dinamarca reconoció la independencia de los Estados Unidos. En 1801, se establecieron relaciones diplomáticas y se abrió una legación estadounidense en Dinamarca. Las relaciones diplomáticas nunca han experimentado una interrupción, desde 1801.
En 1916, Dinamarca vendió sus Indias Occidentales Danesas a los Estados Unidos, y ambos países firmaron el Tratado de las Indias Occidentales Danesas. El acuerdo se finalizó el 17 de enero de 1917, cuando Estados Unidos y Dinamarca intercambiaron sus respectivas ratificaciones de tratados. El 31 de marzo de 1917, los Estados Unidos tomaron posesión de las islas y el territorio pasó a llamarse Islas Vírgenes de los Estados Unidos. Durante la [Segunda Guerra Mundial], en abril de 1941, los Estados Unidos establecieron un protectorado temporal sobre Groenlandia.

## Relaciones políticas

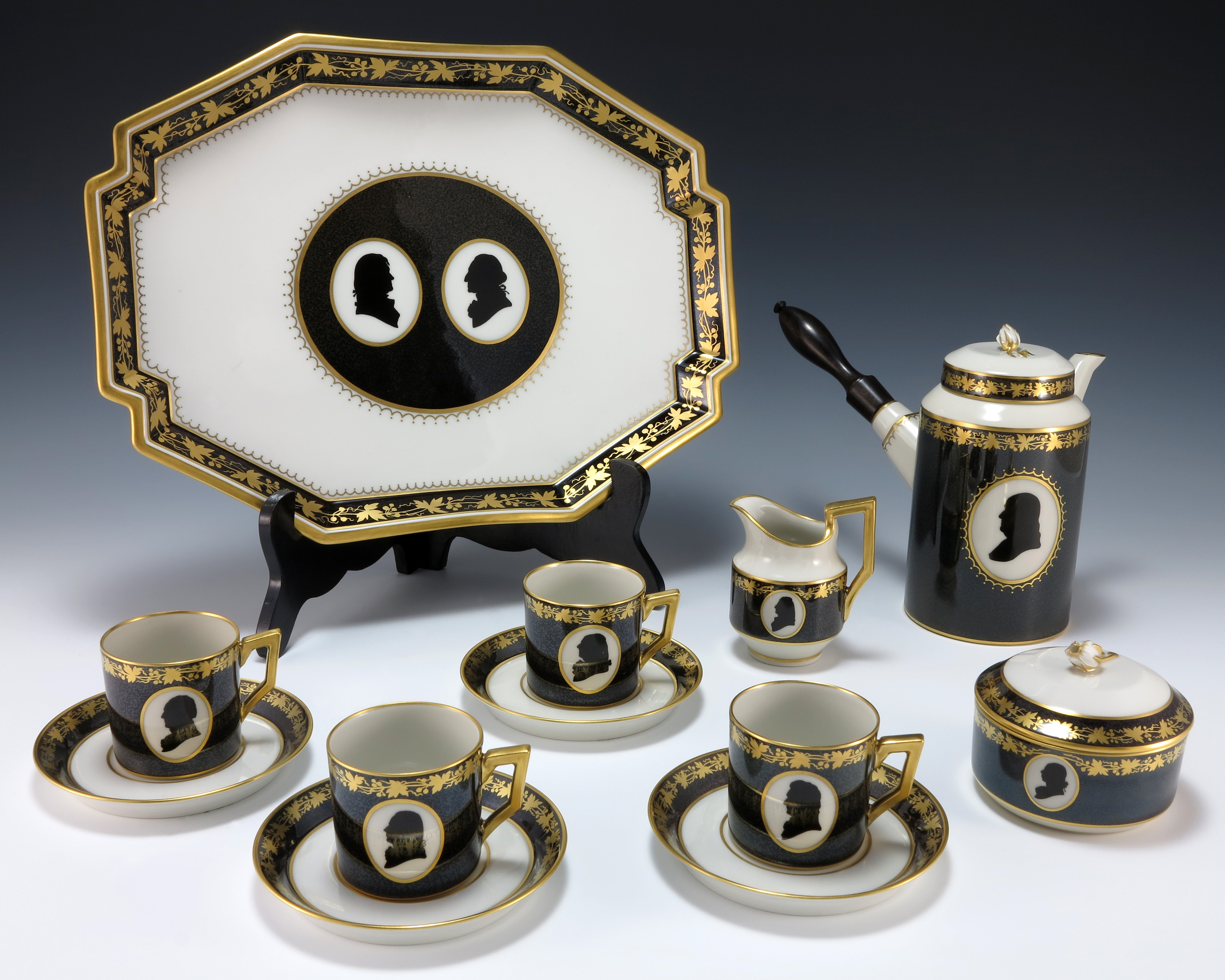
Un servicio real de café colonial de porcelana de Copenhague otorgado al presidente estadounidense Gerald Ford por Margarita II de Dinamarca y Enrique de Laborde de Monpezat de Dinamarca.

Dinamarca es un aliado cercano de la OTAN, y las relaciones se describen como "excelentes". Dinamarca es activa en Afganistán y Kosovo, así como un líder en la región báltica. El ex Primer Ministro de Dinamarca Anders Fogh Rasmussen reafirmó que Dinamarca permanecería comprometida en Irak incluso cuando sus niveles de tropas disminuyan. Dinamarca fue el único país de Escandinavia en aprobar la invasión estadounidense Invasión de Irak, y Dinamarca y los Estados Unidos consultan de cerca sobre asuntos políticos y de seguridad europeos. Dinamarca comparte las opiniones de los Estados Unidos sobre las ramificaciones positivas de ampliación de la OTAN. Dinamarca es un socio activo de la coalición en la Guerra contra el terrorismo, y las tropas danesas están apoyando los esfuerzos de estabilización liderados por Estados Unidos en Afganistán e Irak. Los Estados Unidos también involucran a Dinamarca en una amplia agenda de cooperación a través de la Asociación Mejorada en el norte de Europa. La estructura de políticas de los Estados Unidos para fortalecer la política y la coordinación de programas de los Estados Unidos y los países nórdico-bálticos.

## Comercio
La activa política comercial liberal de Dinamarca en la Unión Europea, Organización para la Cooperación y el Desarrollo Económico, y Organización Mundial del Comercio coincide en gran medida con los intereses de los Estados Unidos. EE. UU. Es el mayor socio comercial no europeo de Dinamarca con aproximadamente el 5% del comercio danés de mercancías. El papel de Dinamarca en los asuntos ambientales y agrícolas europeos y su ubicación estratégica en la entrada al Mar Báltico han hecho de Copenhague un centro para las agencias de EE. UU. Y el sector privado que se ocupa de los Nórdicos/Región báltica.

## Groenlandia
Después de la Segunda Guerra Mundial, los Estados Unidos desarrollaron un interés geopolítico en Groenlandia, y en 1946 los Estados Unidos ofrecieron comprar Groenlandia a Dinamarca por $ 100.000.000, pero Dinamarca se negó a vender.
La Base aérea de Thule, de la Fuerza Aérea de los Estados Unidos y el radar de alerta temprana en Thule, un territorio de gobierno autónomo danés, sirven como un enlace vital en las defensas occidentales. En agosto de 2004, el gobierno danés y la Autoridad Nacional de Groenlandia dieron su permiso para que el radar de alerta temprana se actualice en relación con un papel en el sistema de defensa de misiles balísticos de EE. UU. Al mismo tiempo, se firmaron acuerdos para mejorar la cooperación económica, técnica y ambiental entre los Estados Unidos y Groenlandia.

### Accidente del B-52 de la Base Aérea de Thule en 1968
El accidente de la Base Aérea B-52 de Thule en 1968 fue un accidente el 21 de enero de 1968, involucrando a una Fuerza Aérea de los Estados Unidos B-52. El avión llevaba cuatro bombas de hidrógeno en la "Operación Chrome Dome" en la Guerra Fría sobre Bahía de Baffin cuando un incendio en la cabina obligó a la tripulación a abandonar la aeronave antes de que pudieran llevar a cabo un aterrizaje de emergencia en Base aérea de Thule. Seis miembros de la tripulación fueron expulsados de manera segura, pero uno que no tenía un asiento eyectable falleció mientras intentaba escapar. El bombardero se estrelló en hielo marino en North Star Bay, Groenlandia, causando que la carga nuclear se rompiera y se dispersara, lo que resultó en contaminación radioactiva generalizada. Los Estados Unidos y Dinamarca lanzaron una operación intensiva de limpieza y recuperación, pero el secundario de una de las armas nucleares no se pudo contabilizar después de que se completara la operación.

### Voluntad de compra de Groenlandia por Donald Trump
El presidente de Estados Unidos Donald Trump discutió la idea de comprar Groenlandia a Dinamarca con altos asesores y el senador Tom Cotton, que propuso la compra de la isla al embajador danés Lars Gert Lose en agosto de 2018. El geólogo australiano Greg Barnes habló de las tierras raras de la isla con 20 funcionarios de la administración en la Casa Blanca en julio de 2019. Los partidarios de una adquisición dentro y fuera de la administración Trump, incluyendo la Oficina de Océanos y Asuntos Ambientales y Científicos Internacionales, supuestamente discutieron la ampliación de la asociación estadounidense con la isla, incluyendo una posible compra. Un funcionario declaró que Estados Unidos puede subvencionar a Groenlandia por mucho más que Dinamarca; la subvención es menor que el presupuesto anual de El Paso, Texas. Cotton, que dijo haber sugerido la compra al presidente, la describió como «la decisión correcta para este país». Debido a que la isla es «vital para nuestra seguridad nacional» y su «potencial económico es incalculable», dijo Cotton. «Cualquiera que no pueda ver eso está cegado por el síndrome de enajenación de Trump».
Cuando el Wall Street Journal informó sobre las conversaciones de Trump en agosto de 2019, el primer ministro de Groenlandia Kim Kielsen, la ministra de Asuntos Exteriores de Groenlandia Ane Lone Bagger, los representantes groenlandeses en el Parlamento de Dinamarca, la primera ministra de Dinamarca Mette Frederiksen, el anterior primer ministro de Dinamarca y líder de facto de la coalición de la oposición Lars Løkke Rasmussen, y miembros de otros partidos, desde la Alianza Rojo-Verde de izquierda hasta el Partido Popular Danés de derecha, rechazaron la venta. Las declaraciones iban desde simples comentarios diplomáticos de que «Groenlandia no está en venta» hasta fuertes rechazos que calificaban la idea de una venta de Groenlandia y su población de «completamente ridícula». Algunos políticos sugirieron que la propuesta de Trump de comprar Groenlandia tenía que ser una broma. Frederiksen, que ya se encuentra en Groenlandia, dijo «Esta es una discusión absurda» ya que «Groenlandia no está en venta. Groenlandia no es danesa. Groenlandia es groenlandesa». La primera ministra enfatizó el deseo de Dinamarca de continuar con las estrechas relaciones Dinamarca-Estados Unidos, afirmando que estaba abierta a aumentar la presencia militar estadounidense.

## Visitas de Estado

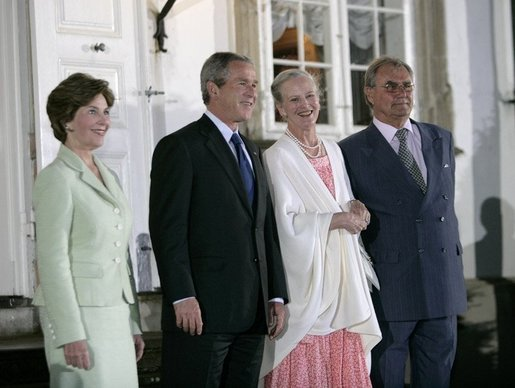
La reina Margrethe II y el Príncipe Henrik de Dinamarca dan la bienvenida a George W. Bush y Laura Bush

En 1967, Margarita II of Dinamarca y el Príncipe Henrik visitaron los Estados Unidos.
El presidente estadounidense Bill Clinton visitó Dinamarca en 1997, y de nuevo en 2007. El presidente estadounidense George W. Bush realizó una visita oficial a Copenhague en julio de 2005, y el primer ministro danés Anders Fogh Rasmussen se reunió con Bush en Camp David en junio de 2006.
El presidente Barack Obama y la primera dama Michelle Obama viajaron a Dinamarca para apoyar la candidatura de Chicago para los Juegos Olímpicos de 2016 en octubre de 2009, y en diciembre de 2009, Obama visitó Dinamarca nuevamente para la Conferencia de las Naciones Unidas sobre el Cambio Climático de 2009.
En marzo de 2009, el ministro de Relaciones Exteriores de Dinamarca Lene Espersen se reunió con la Secretaria de Estado estadounidense Hillary Clinton en la Franja de Gaza Conferencia de Donantes, y nuevamente en una reunión de la OTAN en abril de 2010, donde se reunieron en Estonia.
En marzo de 2009, príncipe heredero Frederik y María, princesa heredera de Dinamarca, visitaron el Medio Oeste. Visitaron The Danish Home en Chicago, y las aldeas danesas de Elk Horn (Iowa), Ames (Iowa), Kimballton y Grand View University en Iowa. En Nebraska, la pareja visitó Dana College.
"Estados como Iowa y Nebraska cuentan con numerosos ejemplos de asentamientos daneses... Ambas universidades han dado grandes pasos para convertirse en instituciones altamente reconocidas de educación superior, además de fortalecer los lazos entre Dinamarca y los Estados Unidos", dijo el Príncipe heredero Frederik.
El 9 de marzo de 2011, el presidente estadounidense Obama se reunió con el primer ministro danés Lars Løkke Rasmussen en la Casa Blanca, donde discutieron contraterrorismo, la Primavera Árabe y cuestiones ambientales.
El 30 de marzo de 2017, el Primer Ministro danés Lars Løkke Rasmussen visitó al Presidente estadounidense Donald Trump en los Estados Unidos. Los puntos de discusión fueron el estado de las relaciones bilaterales, así como el antiterrorismo, las oportunidades económicas y OTAN.